# Досифея Київська
Досифей Київський (Китаївський) або Досифея (Тяпкіна), в миру Дар'я (Дарія) Тяпкіна (рос. Дарья (Дария) Тяпкина)  (1721—1776 або 1777) — православна свята, преподобна, перевдягнувшись у чоловічий одяг, подвизалася ченце́м у Києво-Печерській лаврі та Китаївській пу́стині.

## Біографія
Народилася 1721 року в родині рязанських дворян Тяпкіних. Ім'я від народження — Дар'я. У дворічному віці залишилася жити зі своєю бабусею Порфирією, яка була черницею Вознесенського монастиря у Москві. В дев'ять років повернулася до сім'ї.
Коли їй виповнилося п'ятнадцять, вона втекла з дому, обстригла волосся, придбала на базарі чоловічий одяг та в нього перевдягнувшись, попрямувала до Троїце-Сергієвої лаври, де назвалася Досифеєм і була прийнята на послух. У монастирі вона пробула три роки, доки її не впізнали рідні, які відвідали монастир. Вона змушена була втекти до Києва. Тут Досифея не прийняв жоден монастир, оскільки всі вважали його втікачем. Тоді вона викопала собі невелику печеру в Китаєві біля Китаївського монастиря. Харчувалася подвижниця хлібом, водою та кашею і ніколи не тримала в печерній келії вогню. Про дивовижного подвижника довкола стала поширюватися слава. У 1744 році Досифея було пострижено в ченці, але він не полишив самітницький спосіб життя й отримав келію біля Дальніх печер Києво-Печерської лаври. 1766 року ченця Досифея було знову переведено до Китаївського монастиря, де він жив у всамітненій келії біля ставка.

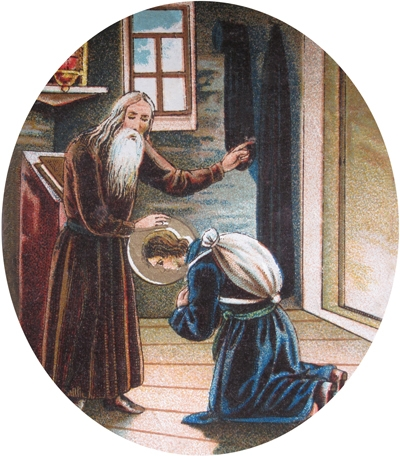
Досифей благословляє Прохора Мошнина на вступ до Саровської пустині. (Хромолітографія поч. XX ст.)

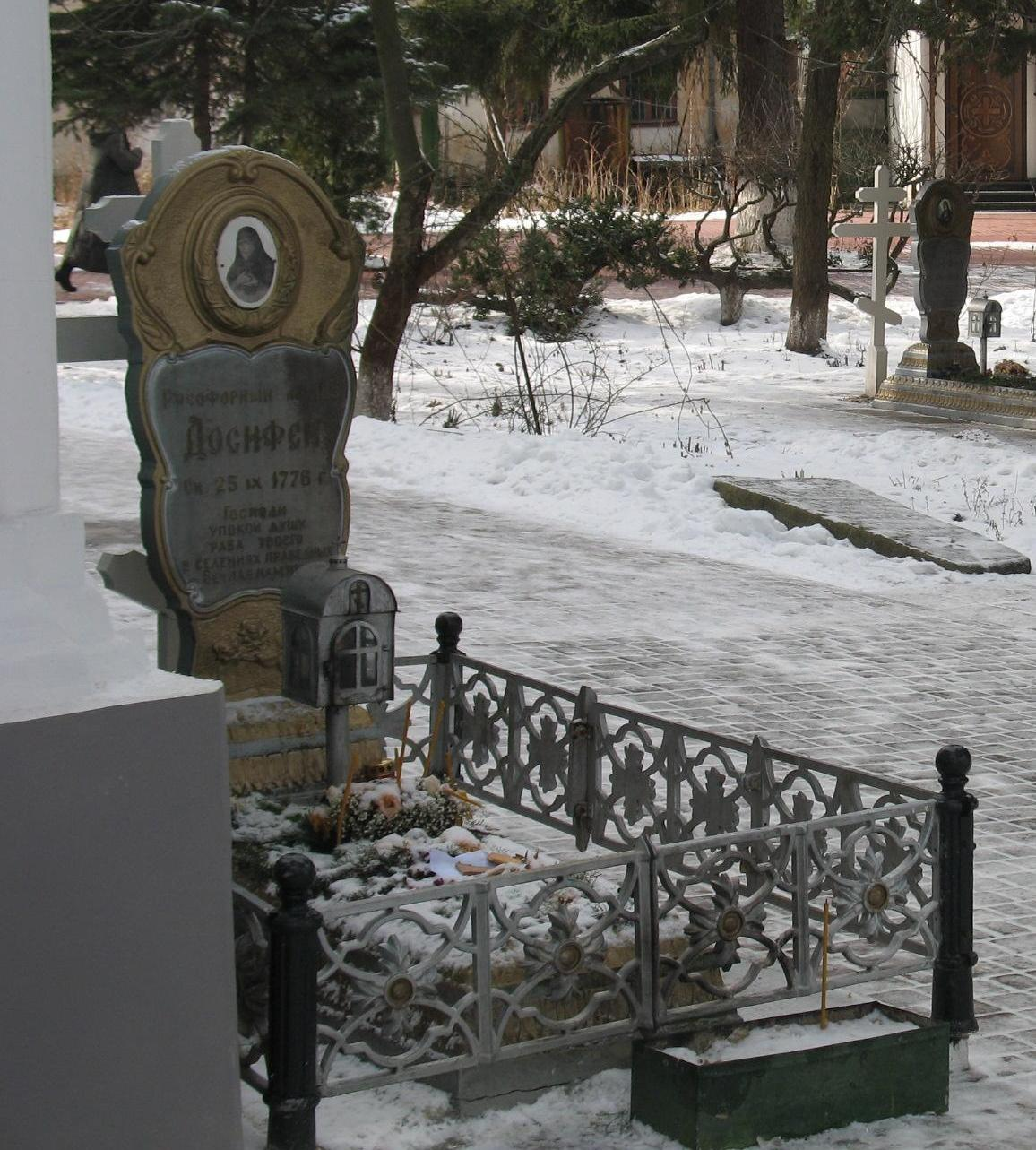
Колишній кенотаф Досифея Київського біля Свято-Троїцького храму. (Фото 2009 р.)

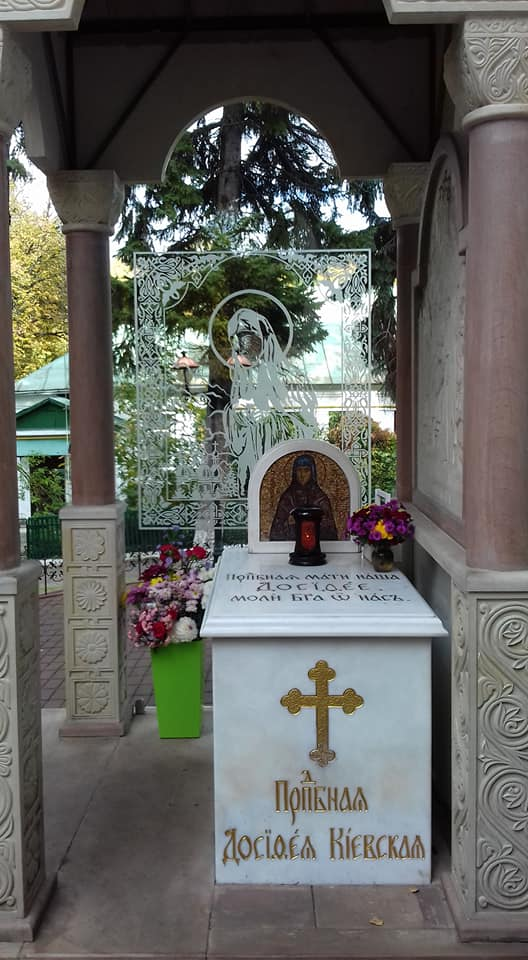
Сучасний кенотаф Досифеї Київської біля Свято-Троїцького храму. (Фото 2020 р.)

Досифей помер 25 вересня 1776 року в 55-річному віці. Через деякий час рідна сестра Дар'ї-Досифея відвідала Китаївський монастир і впізнала на зображенні на надгробку свою сестру. Тоді всім стало відомо, що чернець Досифей — жінка.
Однак, досліджуючи матеріали про ченця Досифея, історик-культуролог Крайня О. О. висловила сумніви тотожності Досифея з Дар'єю Тяпкіною, оскільки при зіставленні житія з архівними документами виявилася низка неузгодженостей щодо цих двох осіб.

## Вшанування
У 1993 році преподобного Досифея Київського було прославлено як місцевошанованого святого Української Православної церкви (Московського патріархату), пам'ять — 25 вересня ст.ст. / 8 жовтня н.ст. У присвяченій святому статті в 16-му томі «Православної енциклопедії» (2007) наведено інформацію про сумнівність версії щодо жіночої статі преподобного, при цьому його (як і всю персональну статтю) названо в чоловічому роді — «Досифей Китаєвський (Київський)». Але вже 2016 року Архієрейський собор РПЦ своєю ухвалою включив його до місяцеслова Російської Православної церкви для загальноцерковного вшанування під жіночим ім'ям як Досифею (Тяпкіну). Втім, встановлений на початку 90-х років XX століття умовний надгробок над імовірним місцем поховання подвижника біля Свято-Троїцької церкви з написом «Рясофорний монах Досифей» було замінено на інший з жіночим ім'ям ще раніше.

## Рекомендована література
- Никодим (Кононов)[ru]. Жизнеописания отечественных подвижников благочестия 18 и 19 веков, (расположенные по месяцам памяти их) // Москва: Афон. рус. Пантелеймонов монастырь, 1906—1912. — Сентябрь. — 1909. — 622, II с. : портр. / Кіево-Печерскій затворникъ Досиѳей — С. 254—270.